# East Windsor Township
East Windsor Township est une municipalité américaine située dans le comté de Mercer au New Jersey.
Lors du recensement de 2010, sa population est de 27 190 habitants. La municipalité s'étend sur 15,74 milles carrés (40,77 km2), dont 0,10 milles carrés (0,26 km2) d'étendues d'eau.
La municipalité est créée en 1797-1798 lors de la scission du township de Windsor, qu'elle formait avec West Windsor Township. Elle doit son nom à la ville anglaise de Windsor. Le territoire municipal comprenait autrefois Robbinsville Township (indépendant depuis 1860) et Hightstown (1894).